# Lone Star Le Mans 2024

Tor Circuit of the Americas

Lone Star Le Mans 2024 – długodystansowy wyścig samochodowy, który odbył się 1 września 2024 roku na torze Circuit of the Americas jako szósta runda sezonu 2024 serii FIA World Endurance Championship.

## Uczestnicy
Lista startowa została opublikowana 14 sierpnia i zawierała 37 zgłoszeń w dwóch kategoriach – 19 w klasie Hypercar i 18 w klasie LMGT3.
Ben Keating zastąpił Giorgio Rodę w załodze #88 Proton Competition. Harry Tincknell powrócił do ścigania w obsadzie auta #99 Proton Competition po opuszczeniu poprzedniej rundy z powodu konfliktu terminarzy z rundą IMSA SportsCar Championship.
21 sierpnia Isotta Fraschini wycofała się z udziału w tej rundzie oraz pozostałych wyścigach sezonu.

## Harmonogram
| Dzień                 | Godzina | Sesja                                     | Długość  |
| --------------------- | ------- | ----------------------------------------- | -------- |
| Piątek, 30 sierpnia   | 12:40   | Pierwsza sesja treningowa                 | 90 minut |
| Piątek, 30 sierpnia   | 17:10   | Druga sesja treningowa                    | 90 minut |
| Sobota, 31 sierpnia   | 11:00   | Trzecia sesja treningowa                  | 60 minut |
| Sobota, 31 sierpnia   | 15:00   | Sesja kwalifikacyjna – LMGT3              | 12 minut |
| Sobota, 31 sierpnia   | 15:20   | Sesja kwalifikacyjna Hyperpole – LMGT3    | 10 minut |
| Sobota, 31 sierpnia   | 15:40   | Sesja kwalifikacyjna – Hypercar           | 12 minut |
| Sobota, 31 sierpnia   | 16:00   | Sesja kwalifikacyjna Hyperpole – Hypercar | 10 minut |
| Niedziela, 1 września | 13:00   | Wyścig                                    | 6 godzin |
| Źródło                |         |                                           |          |

## Sesje treningowe
| Klasa          | Zespół                       | Samochód             | Czas           | Okr.           |
| Sesja pierwsza | Sesja pierwsza               | Sesja pierwsza       | Sesja pierwsza | Sesja pierwsza |
| -------------- | ---------------------------- | -------------------- | -------------- | -------------- |
| Hypercar       | #5 Porsche Penske Motorsport | Porsche 963          | 1:53,574       | 32             |
| LMGT3          | #55 Vista AF Corse           | Ferrari 296 LMGT3    | 2:06,253       | 34             |
| Sesja druga    |                              |                      |                |                |
| Hypercar       | #51 Ferrari AF Corse         | Ferrari 499P         | 1:52,268       | 34             |
| LMGT3          | #82 TF Sport                 | Corvette Z06 LMGT3.R | 2:05,630       | 32             |
| Sesja trzecia  |                              |                      |                |                |
| Hypercar       | #2 Cadillac Racing           | Cadillac V-Series.R  | 1:51,471       | 27             |
| LMGT3          | #82 TF Sport                 | Corvette Z06 LMGT3.R | 2:05,178       | 26             |

## Kwalifikacje
Pole position w każdej kategorii oznaczone jest pogrubieniem. Najszybsze okrążenie w poszczególnych sesjach kwalifikacyjnych również oznaczone jest pogrubieniem.
| Poz.   | Klasa    | Zespół                       | Kwalifikacje | Hyperpole | Poz. s. |
| ------ | -------- | ---------------------------- | ------------ | --------- | ------- |
| 1      | Hypercar | #51 Ferrari AF Corse         | 1:50,734     | 1:50,390  | 1       |
| 2      | Hypercar | #83 AF Corse                 | 1:51,233     | 1:50,667  | 2       |
| 3      | Hypercar | #2 Cadillac Racing           | 1:51,073     | 1:50,680  | 3       |
| 4      | Hypercar | #35 Alpine Endurance Team    | 1:51,318     | 1:50,751  | 4       |
| 5      | Hypercar | #50 Ferrari AF Corse         | 1:51,059     | 1:50,818  | 5       |
| 6      | Hypercar | #5 Porsche Penske Motorsport | 1:51,368     | 1:50,874  | 6       |
| 7      | Hypercar | #20 BMW M Team WRT           | 1:51,445     | 1:50,882  | 7       |
| 8      | Hypercar | #15 BMW M Team WRT           | 1:51,379     | 1:50,938  | 8       |
| 9      | Hypercar | #7 Toyota Gazoo Racing       | 1:51,389     | 1:50,951  | 9       |
| 10     | Hypercar | #12 Hertz Team JOTA          | 1:51,639     | 1:51,532  | 10      |
| 11     | Hypercar | #93 Peugeot TotalEnergies    | 1:51,659     |           | 11      |
| 12     | Hypercar | #8 Toyota Gazoo Racing       | 1:51,720     | 12        |         |
| 13     | Hypercar | #36 Alpine Endurance Team    | 1:51,969     | 13        |         |
| 14     | Hypercar | #6 Porsche Penske Motorsport | 1:51,984     | 14        |         |
| 15     | Hypercar | #94 Peugeot TotalEnergies    | 1:52,081     | 15        |         |
| 16     | Hypercar | #99 Proton Competition       | 1:52,225     | 16        |         |
| 17     | Hypercar | #38 Hertz Team JOTA          | 1:52,320     | 17        |         |
| 18     | Hypercar | #63 Lamborghini Iron Lynx    | 1:52,426     | 18        |         |
| 19     | LMGT3    | #27 Heart Of Racing Team     | 2:06,146     | 2:05,587  | 19      |
| 20     | LMGT3    | #85 Iron Dames               | 2:06,009     | 2:05,759  | 20      |
| 21     | LMGT3    | #55 Vista AF Corse           | 2:06,356     | 2:06,001  | 21      |
| 22     | LMGT3    | #92 Manthey PureRxcing       | 2:06,414     | 2:06,176  | 22      |
| 23     | LMGT3    | #81 TF Sport                 | 2:06,256     | 2:06,287  | 23      |
| 24     | LMGT3    | #54 Vista AF Corse           | 2:06,972     | 2:06,312  | 24      |
| 25     | LMGT3    | #59 United Autosports        | 2:07,025     | 2:06,521  | 25      |
| 26     | LMGT3    | #777 D'Station Racing        | 2:06,818     | 2:06,609  | 26      |
| 27     | LMGT3    | #88 Proton Competition       | 2:06,633     | 2:06,650  | 27      |
| 28     | LMGT3    | #31 Team WRT                 | 2:07,108     | 2:07,483  | 28      |
| 29     | LMGT3    | #95 United Autosports        | 2:07,112     |           | 29      |
| 30     | LMGT3    | #78 Akkodis ASP Team         | 2:07,184     | 30        |         |
| 31     | LMGT3    | #82 TF Sport                 | 2:07,328     | 31        |         |
| 32     | LMGT3    | #77 Proton Competition       | 2:07,431     | 32        |         |
| 33     | LMGT3    | #46 Team WRT                 | 2:07,459     | 33        |         |
| 34     | LMGT3    | #91 Manthey EMA              | 2:07,691     | 34        |         |
| 35     | LMGT3    | #87 Akkodis ASP Team         | 2:08,153     | 35        |         |
| 36     | LMGT3    | #60 Iron Lynx                | 2:09,622     | 36        |         |
| Źródła |          |                              |              |           |         |

## Wyścig

### Wyniki
Minimum do bycia sklasyfikowanym (70 procent dystansu pokonanego przez zwycięzców wyścigu) wyniosło 261 okrążeń. Zwycięzcy klas są oznaczeni pogrubieniem.
| Poz.              | Klasa                     | Zespół                                                | Kierowcy                                              | Samochód                       | Opony | Okr. | Czas/Strata   |
| ----------------- | ------------------------- | ----------------------------------------------------- | ----------------------------------------------------- | ------------------------------ | ----- | ---- | ------------- |
| 1                 | Hypercar                  | #83 AF Corse                                          | Robert Kubica Robert Szwarcman Yifei Ye               | Ferrari 499P                   | M     | 183  | 6:00:23,755   |
| 2                 | Hypercar                  | #7 Toyota Gazoo Racing                                | Mike Conway Kamui Kobayashi Nyck de Vries             | Toyota GR010 Hybrid            | M     | 183  | +1,780        |
| 3                 | Hypercar                  | #50 Ferrari AF Corse                                  | Antonio Fuoco Miguel Molina Nicklas Nielsen           | Ferrari 499P                   | M     | 183  | +26,282       |
| 4                 | Hypercar                  | #2 Cadillac Racing                                    | Earl Bamber Alex Lynn                                 | Cadillac V-Series.R            | M     | 183  | +46,924       |
| 5                 | Hypercar                  | #35 Alpine Endurance Team                             | Paul-Loup Chatin Ferdinand Habsburg Charles Milesi    | Alpine A424                    | M     | 183  | +1:10,513     |
| 6                 | Hypercar                  | #6 Porsche Penske Motorsport                          | Kévin Estre André Lotterer Laurens Vanthoor           | Porsche 963                    | M     | 183  | +1:36,873     |
| 7                 | Hypercar                  | #5 Porsche Penske Motorsport                          | Matt Campbell Michael Christensen Frédéric Makowiecki | Porsche 963                    | M     | 183  | +1:41,494     |
| 8                 | Hypercar                  | #15 BMW M Team WRT                                    | Dries Vanthoor Raffaele Marciello Marco Wittmann      | BMW M Hybrid V8                | M     | 182  | +1 okrążenie  |
| 9                 | Hypercar                  | #36 Alpine Endurance Team                             | Nicolas Lapierre Mick Schumacher Matthieu Vaxivière   | Alpine A424                    | M     | 182  | +1 okrążenie  |
| 10                | Hypercar                  | #38 Hertz Team JOTA                                   | Jenson Button Philip Hanson Oliver Rasmussen          | Porsche 963                    | M     | 182  | +1 okrążenie  |
| 11                | Hypercar                  | #99 Proton Competition                                | Harry Tincknell Neel Jani Julien Andlauer             | Porsche 963                    | M     | 182  | +1 okrążenie  |
| 12                | Hypercar                  | #93 Peugeot TotalEnergies                             | Mikkel Jensen Nico Müller Jean-Éric Vergne            | Peugeot 9X8                    | M     | 182  | +1 okrążenie  |
| 13                | Hypercar                  | #20 BMW M Team WRT                                    | Sheldon van der Linde Robin Frijns René Rast          | BMW M Hybrid V8                | M     | 182  | +1 okrążenie  |
| 14                | Hypercar                  | #63 Lamborghini Iron Lynx                             | Mirko Bortolotti Edoardo Mortara Daniił Kwiat         | Lamborghini SC63               | M     | 182  | +1 okrążenie  |
| 15                | Hypercar                  | #8 Toyota Gazoo Racing                                | Sébastien Buemi Brendon Hartley Ryō Hirakawa          | Toyota GR010 Hybrid            | M     | 181  | +2 okrążenia  |
| 16                | LMGT3                     | #27 Heart Of Racing Team                              | Ian James Daniel Mancinelli Alex Riberas              | Aston Martin Vantage AMR LMGT3 | G     | 164  | +19 okrążeń   |
| 17                | LMGT3                     | #92 Manthey PureRxcing                                | Alaksandr Małychin Joel Sturm Klaus Bachler           | Porsche 911 GT3 R LMGT3 (992)  | G     | 164  | +19 okrążeń   |
| 18                | LMGT3                     | #91 Manthey EMA                                       | Yasser Shahin Morris Schuring Richard Lietz           | Porsche 911 GT3 R LMGT3 (992)  | G     | 164  | +19 okrążeń   |
| 19                | LMGT3                     | #59 United Autosports                                 | James Cottingham Nicolas Costa Grégoire Saucy         | McLaren 720S LMGT3 Evo         | G     | 164  | +19 okrążeń   |
| 20                | LMGT3                     | #31 Team WRT                                          | Darren Leung Sean Gelael Augusto Farfus               | BMW M4 LMGT3                   | G     | 164  | +19 okrążeń   |
| 21                | LMGT3                     | #77 Proton Competition                                | Ryan Hardwick Zacharie Robichon Benjamin Barker       | Ford Mustang LMGT3             | G     | 163  | +20 okrążeń   |
| 22                | LMGT3                     | #95 United Autosports                                 | Josh Caygill Nico Pino Marino Satō                    | McLaren 720S LMGT3 Evo         | G     | 163  | +20 okrążeń   |
| 23                | LMGT3                     | #82 TF Sport                                          | Hiroshi Koizumi Sébastien Baud Daniel Juncadella      | Corvette Z06 LMGT3.R           | G     | 163  | +20 okrążeń   |
| 24                | LMGT3                     | #78 Akkodis ASP Team                                  | Arnold Robin Clemens Schmid Kelvin van der Linde      | Lexus RC F LMGT3               | G     | 163  | +20 okrążeń   |
| 25                | LMGT3                     | #55 Vista AF Corse                                    | François Hériau Simon Mann Alessio Rovera             | Ferrari 296 LMGT3              | G     | 163  | +20 okrążeń   |
| 26                | LMGT3                     | #87 Akkodis ASP Team                                  | Takeshi Kimura Esteban Masson José María López        | Lexus RC F LMGT3               | G     | 162  | +21 okrążeń   |
| 27                | LMGT3                     | #60 Iron Lynx                                         | Claudio Schiavoni Matteo Cressoni Franck Perera       | Lamborghini Huracán LMGT3 Evo2 | G     | 162  | +21 okrążeń   |
| 28                | LMGT3                     | #85 Iron Dames                                        | Sarah Bovy Rahel Frey Michelle Gatting                | Lamborghini Huracán LMGT3 Evo2 | G     | 160  | +23 okrążenia |
| Niesklasyfikowani |                           |                                                       |                                                       |                                |       |      |               |
|                   | LMGT3                     | #46 Team WRT                                          | Ahmad Al Harthy Valentino Rossi Maxime Martin         | BMW M4 LMGT3                   | G     | 155  |               |
| LMGT3             | #88 Proton Competition    | Ben Keating Mikkel Pedersen Dennis Olsen              | Ford Mustang LMGT3                                    | G                              | 146   |      |               |
| Hypercar          | #12 Hertz Team JOTA       | Will Stevens Callum Ilott Norman Nato                 | Porsche 963                                           | M                              | 71    |      |               |
| Nie ukończyli     |                           |                                                       |                                                       |                                |       |      |               |
|                   | LMGT3                     | #81 TF Sport                                          | Tom van Rompuy Rui Andrade Charlie Eastwood           | Corvette Z06 LMGT3.R           | G     | 137  |               |
| Hypercar          | #94 Peugeot TotalEnergies | Paul di Resta Loïc Duval Stoffel Vandoorne            | Peugeot 9X8                                           | M                              | 121   |      |               |
| LMGT3             | #777 D'Station Racing     | Clément Mateu Erwan Bastard Marco Sørensen            | Aston Martin Vantage AMR LMGT3                        | G                              | 81    |      |               |
| Hypercar          | #51 Ferrari AF Corse      | Alessandro Pier Guidi James Calado Antonio Giovinazzi | Ferrari 499P                                          | M                              | 55    |      |               |
| LMGT3             | #54 Vista AF Corse        | Thomas Flohr Francesco Castellacci Davide Rigon       | Ferrari 296 LMGT3                                     | G                              | 54    |      |               |

1. ↑  Białorusini i Rosjanie nie mogą startować pod flagami swoich państw zgodnie z wymogami FIA, które zostały wprowadzone po inwazji Rosji na Ukrainę[12].
2. ↑  Załoga #63 Lamborghini Iron Lynx otrzymała karę przejazdu przez aleję serwisową za przekraczanie limitów toru. Kara została zamieniona na czasową w wysokości 45 sekund[11].
3. ↑  Załoga #85 Iron Dames otrzymała dwie kary. Pierwszą z nich był przejazd przez aleję serwisową za przekraczanie limitów toru. Kara ta została zamieniona na czasową w wysokości 45 sekund[11]. Drugą karę, doliczenia 4 minut i 45 sekund do czasu wyścigu, załoga otrzymała za skorzystanie z dwóch opon więcej niż zakładał przydział[13].

### Statystyki

#### Najszybsze okrążenie
| Klasa    | Kierowca        | Zespół                 | Czas     | Okr. |
| -------- | --------------- | ---------------------- | -------- | ---- |
| Hypercar | Kamui Kobayashi | #7 Toyota Gazoo Racing | 1:52,564 | 148  |
| LMGT3    | Augusto Farfus  | #31 Team WRT           | 2:04,707 | 125  |
| Źródło   |                 |                        |          |      |